# 1967 في الكويت

## المناصب
- أمير الدولة : صباح السالم الصباح
- رئيس الوزراء: جابر الأحمد الصباح

## مواليد
- سالم نملان العازمي - سياسي.
- بدر حجي - لاعب كرة قدم.
- علي الراشد - سياسي.
- علي الهاجري - سياسي.
- حمد الصالح - لاعب كرة قدم.
- فجر السعيد - كاتبة.
- طارق أيوب - صحفي فلسطيني.

## وفيات
- عبد الله الفضالة - شاعر ومغني.